# Роджерс (округ)
Округ Роджерс (англ. Rogers County) располагается в штате Оклахома, США. Официально образован в 1907 году. По состоянию на 2013 год, численность населения составляла 89 044 человека.

## География
По данным Бюро переписи США, общая площадь округа равняется 1843 км2, из которых 1 748 км2 суша и 95 км2 или 5,130 % это водоёмы.

## Население
По данным переписи населения 2010 года в округе проживает 86 905 жителей в составе 31 884 домашних хозяйств и 24 088 семей. Плотность населения составляет 40,00 человек на км2. На территории округа насчитывается 27 476 жилых строений, при плотности застройки около 16,00-ти строений на км2. Расовый состав населения: белые — 75,30 %, афроамериканцы — 1,00 %, коренные американцы (индейцы) — 13,10 %, азиаты — 1,10 %, гавайцы — 0,50 %, представители других рас — 0,10 %, представители двух или более рас — 0,10 %. Испаноязычные составляли 3,70 % населения независимо от расы.
В составе 38,40 % из общего числа домашних хозяйств проживают дети в возрасте до 18 лет, 65,60 % домашних хозяйств представляют собой супружеские пары проживающие вместе, 8,90 % домашних хозяйств представляют собой одиноких женщин без супруга, 21,90 % домашних хозяйств не имеют отношения к семьям, 19,00 % домашних хозяйств состоят из одного человека, 7,50 % домашних хозяйств состоят из престарелых (65 лет и старше), проживающих в одиночестве. Средний размер домашнего хозяйства составляет 2,71 человека, и средний размер семьи 3,10 человека.
Возрастной состав округа: 28,70 % моложе 18 лет, 7,40 % от 18 до 24, 28,60 % от 25 до 44, 24,00 % от 45 до 64 и 24,00 % от 65 и старше. Средний возраст жителя округа 36 лет. На каждые 100 женщин приходится 96,80 мужчин. На каждые 100 женщин старше 18 лет приходится 94,40 мужчин.
Средний доход на домохозяйство в округе составлял 58 434 USD, на семью — 67 691 USD. Доход на душу населения составлял 26 400 USD. Около 7,20 % семей и 9,90 % общего населения находились ниже черты бедности, в том числе — 13,30 % молодёжи (тех, кому ещё не исполнилось 18 лет) и 7,30 % тех, кому было уже больше 65 лет.